# Bebeteca

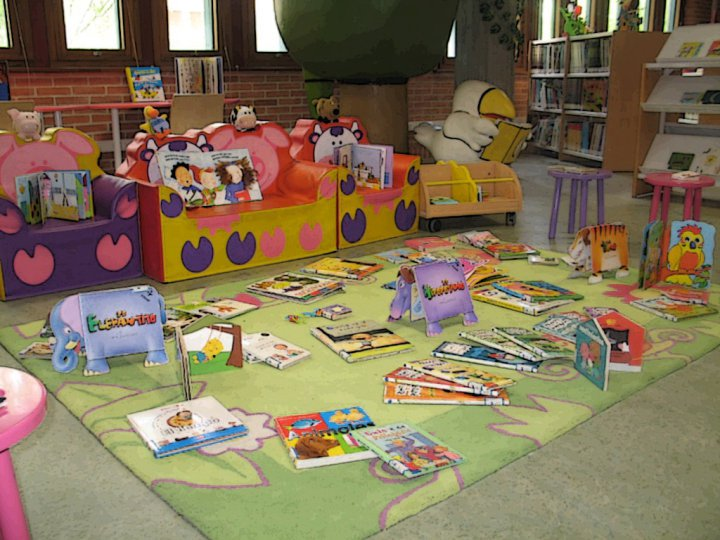
Bebeteca en la Biblioteca Nodal de Lugo.

Bebeteca es un término (no incluido en el diccionario de la lengua española) que en el ámbito de la bibliotecología define a las bibliotecas destinadas a niños de 0 a 6 años.
Este servicio de atención especial para la primera infancia conjuga un espacio adecuado y un fondo de libros seleccionados. A veces se presenta como una sección dentro de la biblioteca general y en otras ocasiones es independiente y exclusiva para la infancia.

## Material bibliográfico

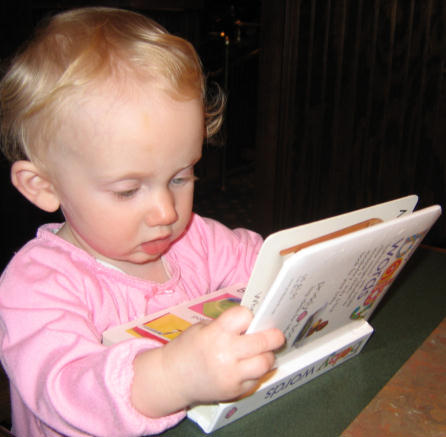
Una niña observando un libro sobre palabras adecuadas para bebés.

Cuando se habla de los libros para los más pequeños, uno se refiere a aquellos libros para niños hasta los cinco años de edad, aproximadamente, y desde los que tienen apenas meses y ya pueden "jugar" con el libro (tocarlo, observar las imágenes), como un juguete que irá cambiando su sentido, paulatinamente, con el aprendizaje de la lectura. También se puede considerar la inclusión de textos breves para leerles, ya sean cuentos, poemas o adivinanzas.

## Espacio físico
La bebeteca debe ser un espacio cálido y confortable con mobiliario y equipamiento adecuado que estimule a la tranquilidad, para lo cual se necesitarán muebles ligeros, fácilmente transportables y con varios usos. Para distribuir el espacio, es aconsejable intentar que los niños y niñas se sientan identificados con el espacio. Debe ser también un espacio que permita vincular a los bebés y los padres con la literatura, y es aconsejable que esté en un lugar de fácil acceso desde la calle y disponer de rampas de acceso para los cochecitos de los bebés y espacio interior para ubicarlos. Debe contar con espacios agradables, tranquilos, y cómodos tanto para los pequeños como para sus padres. Suele tener mobiliario especial como muñecos de trapo, libros de tela, y decoraciones que propicien en los niños la fantasía, la magia y la creatividad.